# Труманн (Арканзас)
Труманн (англ. Trumann) — місто (англ. city) в США, в окрузі Пойнсетт штату Арканзас. Населення — 7399 осіб (2020).

## Географія
Труманн розташований за координатами 35°40′35″ пн. ш. 90°31′23″ зх. д. / 35.67639° пн. ш. 90.52306° зх. д. (35.676367, -90.522965).  За даними Бюро перепису населення США в 2010 році місто мало площу 12,99 км², уся площа — суходіл.

## Демографія
Згідно з переписом 2010 року, у місті мешкали 7243 особи в 2899 домогосподарствах у складі 1947 родин. Густота населення становила 558 осіб/км².  Було 3177 помешкань (245/км²). 
Расовий склад населення:
| - 90,3 % — білих - 6,7 % — чорних або афроамериканців - 0,4 % — корінних американців - 0,3 % — азіатів - 1,2 % — осіб інших рас |

До двох чи більше рас належало 1,1 %. Іспаномовні складали 2,7 % від усіх жителів.
За віковим діапазоном населення розподілялося таким чином: 26,4 % — особи молодші 18 років, 59,1 % — особи у віці 18—64 років, 14,5 % — особи у віці 65 років та старші. Медіана віку мешканця становила 36,7 року. На 100 осіб жіночої статі у місті припадало 88,0 чоловіків;  на 100 жінок у віці від 18 років та старших — 85,6 чоловіків також старших 18 років.
Середній дохід на одне домашнє господарство  становив 38 494 долари США (медіана — 29 303), а середній дохід на одну сім'ю — 45 976 доларів (медіана — 40 635). Медіана доходів становила 31 449 доларів для чоловіків та 28 663 долари для жінок. За межею бідності перебувало 26,4 % осіб, у тому числі 42,1 % дітей у віці до 18 років та 12,5 % осіб у віці 65 років та старших.
Цивільне працевлаштоване населення становило 2588 осіб. Основні галузі зайнятості: освіта, охорона здоров'я та соціальна допомога — 23,6 %, виробництво — 21,1 %, роздрібна торгівля — 14,6 %.